# Joseph Schmidt (Politiker)
Joseph Schmidt (* 22. Juni 1808 in Kleinhadersdorf; † 7. Januar 1868 in Krems an der Donau) war ein österreichischer Richter und Politiker.

## Leben
Schmidt war der Sohn des Schullehrers Johann Georg Schmidt und katholischer Konfession. Er studierte von 1824 bis 1830 Philosophie und Rechtswissenschaft an der Universität Wien. Nach dem Studium war er von 1831 bis 1837 Auskultant beim Stadt- und Landesgericht in Linz und von 1837 bis 1841 Assessor beim landesfürstlichen Pflege- und Kriminalgericht in Schärding. Von 1841 bis 1844 war er Senatsprotokollist in Linz und von 1844 bis 1850 Rat beim Stadt- und Landrecht. Zwischen 1850 und 1854 wirkte er als Oberlandesgerichtsrat in Linz und von 1854 bis 1868 als Kreisgerichtspräsident in Krems.
Vom 18. Mai 1848 bis zum 17. April 1849 vertrat er den Wahlkreis 13. Österreich ob der Enns und Salzburg (Schärding) in der Frankfurter Nationalversammlung. Im Parlament blieb er fraktionslos und stimmte mit dem Rechten Zentrum. Er gehörte zu den Abgeordneten, die gegen die Wahl Friedrich Wilhelms IV. zum Kaiser der Deutschen stimmten. Von 1849 bis 1850 gehörte er der Grundentlastungs-Landeskommission in Linz und von 1861 bis 1868 dem Gemeindeausschuss in Krems an.